# آنی (شهر باستانی)
آنی (به ارمنی Անի، به یونانی Ανίον، به لاتین Abnicum) یک شهر باستانی در ترکیه است. در سال ۹۶۱ میلادی آشوت سوم، پادشاه ارمنستان، پایتخت خود را از شهر قارص (کارس) به آنی منتقل کرد و راه تازه‌ای برای شکوفایی و پیشرفت این شهر گشود. این شهر باستانی در ۱۵ ژوئیه ۲۰۱۶ میلادی در فهرست میراث جهانی یونسکو قرار گرفت.

## تاریخ
آنی در روزگاران گذشته دژی بود در استان شیراک، در آیرارات ارمنستان باستان. در منابع ارمنی نخستین بار در سده ۵ میلادی. به این دژ اشاره شده و دو مورخ ارمنی، یغیشه وارتاپت و غازار پاربتسی، از دژی استوار به نام آنی یاد کرده‌اند که متعلق به دودمان ارمنی کامساراکان بوده‌است.
در اواخر سده ۸ میلادی. یکی از امیران بزرگ ارمنی به نام آشوت یکم، استان شیراک و دژ آنی را از دودمان کامساراکان خرید. این دژ با گذشت زمان گسترش یافت، چنان‌که حدود صد سال پس از آن، به هنگام برقراری حکومت ارمنستان به رهبری دودمان باگراتونی، از آن به عنوان قصبه‌ای استوار یاد شده و در منابع به صورت «استحکاماتی در کناره رود آخوریان» آمده‌است. از آن زمان آنی رونق بیش تری یافت، تا آن که در سال ۹۶۱ میلادی. به عنوان پایتخت ارمنستان برگزیده شد. پادشاه ارمنستان، آشوت سوم نخستین کسی بود که به گسترش قلمرو آنی همت گمارد، بارویی تازه کشید و برج و کلیسا ساخت. شاه سمبات دوم، پسر و جانشین آشوت سوم، شهر را باز هم بزرگ‌تر کرد و از رود آخوریان تا درهٔ زاغگوتس بارویی بلندتر از باروی پیشین کشید، برج‌هایی برافراشت و دروازه‌هایی از چوب جنگلی و میخ‌های آهنین ساخت و کار گذاشت. آنی، پایتخت ارمنستان، در اندک زمان به شهری ثروتمند و پرشکوه تبدیل شد، ساختمان‌ها و کلیساهایی زیبا افراشته شدند، چنان‌که به «شهر هزار و یک کلیسا» شهرت یافت.
صنعت و تجارت از یک سو، و دانش و هنر از سوی دیگر به چنان پیشرفتی رسید که آوازه آن در میان اقوام دور و نزدیک نیز پیچید. علل پیشرفت شتابان آنی این بود که این شهر در مرکز ارمنستان جای داشت، از این رو دارای امنیتی بیش تر بود.
غیر از آن، ارمنستان و شهر آنی در مبادلات محور شمال- جنوب (میان بغداد و دریای سیاه) و محور شرق-غرب (میان قلمرو ایران و قلمرو بیزانس) نقش واسطه داشتند، در تقاطع راه‌های بازرگانی قرار داشتند و با شاهراه‌های مناسبی با شهرهای بزرگ کشورهای همسایه پیوند می‌یافتند.
آنی از راه دریای سیاه با مناطق دوردست اروپا، لهستان و جنوب روسیه نیز دادوستد داشت.

## مشاهدات و تحقیقات باستان‌شناسی در آنی

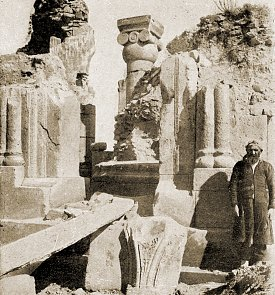
در سال ۱۹۰۵–۱۹۰۶، حفاری‌های باستان‌شناسی از کلیسای سنت گریگوری از شاه گاگیک انجام شد به رهبری نیکلای مار

محققان، نویسندگان، نقاشان و باستان شناسان فراوانی از آنی بازدید و مشاهدات خود را ثبت کرده‌اند اما بزرگترین کشفیات و بیشترین اطلاعات به تلاش‌های نیکوغایوس (نیکولای) مار مربوط می‌شود.
در۱۸۸۹ میلادی، مرکز تحقیقات دانشگاه سن پترزبورگ برای شناسایی هرچه بیشتر سابقهٔ تاریخی اقوام ساکن در قفقاز تصمیم گرفت هیئتی را برای پژوهش و کاوش به مناطق مختلف این ناحیه اعزام کند که نیکولای مار سرپرست هیئت اعزامی به آنی بود و وظیفه داشت تا بخش‌های عظیمی از آثار برجای مانده در آنی را شناسایی و ضبط کند. او همچنین می‌بایست بسیاری از حکاکیها و نوشته‌ها را بازخوانی و ثبت می‌کرد. این هیئت در تابستان ۱۸۹۲ میلادی به آنی رسید و کاوش‌های خود را آغاز کرد. نیکولای مار در طول چند سال فعالیت و اقامت خود در آنی تحقیقات و اکتشافات با ارزشی انجام داد. او و گروهش موفق به کشف بسیاری از بناهای بازمانده از دوره‌های کهن شدند و آن‌ها را طی ماه‌ها کار سخت از زیر توده‌های خاک بیرون کشیدند. نیکولای مار در پایان این تحقیقات موفق شد نقشه‌ای از شهر آنی و بناهای موجود در آن را به شکلی کاملاً دقیق و صحیح ثبت کند. این پژوهش‌ها به منزلهٔ اولین و کامل‌ترین تحقیقات علمی باستان شناختی در اروپا منتشر شد و مورد استقبال فراوان قرار گرفت.

## موقعیت جغرافیایی آنی

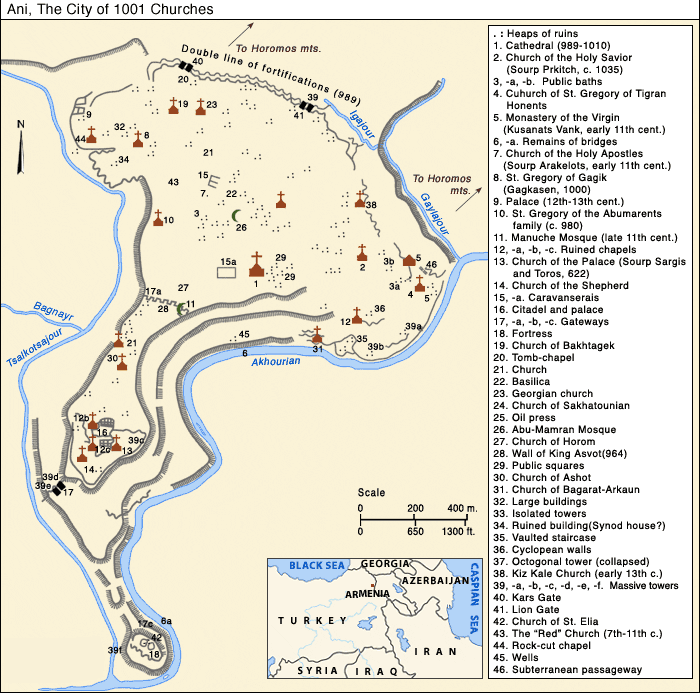
نقشه شهر

شهر آنی در ناحیهٔ شیراک، واقع در استان آرارات، در سمت چپ رود آخوریان، بنا شده‌است. محدودهٔ جغرافیایی این شهر را رودخانهها، درهها و کوهها احاطه کرده و شکلی مثلث گونه به آن بخشیده‌اند. بلندی شهر از سطح دریا ۱۵۰۰ متر و محدودهٔ شهر از شمال شرق به سمت شمال غرب حدود یک کیلومتر است. در جنوبی‌ترین نقطهٔ آن، تپه‌ای به بلندی ۱۲۰ متر قرار دارد که قلعهٔ مرکزی شهر را بر روی آن بنا شده بود و در ناحیهٔ جنوب غربی، در محل تلاقی دو رودخانهٔ آخوریان و آنی، نیز دیر آق چکابِرت قرار داشت.
این شهر بر روی کمربند زلزله قرار گرفته و اسناد تاریخی بسیاری در مورد زلزله‌های روی داده در سده‌های یازدهم، دوازدهم و چهاردهم میلادی در آنی موجود است. این اسناد حکایت از خسارات فراوانی دارد که زلزله به بناهای این شهر وارد کرده‌است. آنی در منطقه‌ای تقریباً سردسیر واقع شده و زمستان‌های بسیار سرد همراه با یخبندانهای شدید زندگی را در این منطقه با مشکل همراه می‌سازد. گاهی درجهٔ حرارت در این ناحیه تا بیش از چهل درجهٔ سانتی گراد زیر صفر کاهش می‌یابد و از اواخر پاییز تا اوایل بهار بارش مداوم برف این منطقه را کاملاً سفید پوش می‌کند. آنی در سایر فصول از آب و هوای ملایمی برخوردار است و میانگین درجهٔ حرارت آن به شش درجه بالای صفر می‌رسد.
رودخانهٔ آنی دومین رودخانهٔ مهم این ناحیه بود که به منظور تأمین بخشی از آب آشامیدنی و کشاورزی ساکنان این شهر، استفاده می‌شد. در کنار این رودخانه، مزارع کشاورزی قرار داشتند. این مزارع دارای تنوع محصولات بودند و به ویژه، کشت سبزیجات متنوع در آن‌ها رواج بسیار داشت. به جز این دو رودخانه، رودخانه‌های کوچک دیگری نیز در آنی جریان داشتند که وجود آن‌ها نیروی محرکهٔ آسیاب‌های فراوانی بود که تهیهٔ آرد مورد نیاز این شهر را بر عهده داشتند. البته، چشمههای آب فراوانی نیز در برخی از کوه‌پایههای این شهر جاری بود که بخشی اعظم از آب آشامیدنی شهرنشینان آنی را تأمین می‌ساخت. بخش‌هایی از حومهٔ شهر آنی را دشت شیراک احاطه کرده‌است. این دشت از خاکی سیاه رنگ پوشیده شده و فاقد درخت است اما در تابستان با بوته‌های سبز مخملی شکلی پوشانده می‌شود که جلوه‌ای خاص به این دشت می‌بخشد.
شهر آنی به لحاظ وجود بناهای مستحکم با معماری متنوع حائز اهمیت فراوان است. سنگ دوف مهم‌ترین عنصر به کار رفته در ساخت بناهای این شهر است. این سنگ، که قابلیت شکل‌پذیری خاصی دارد، در رنگ‌های متنوع زرد، قرمز، سیاه و خاکستری به وفور در درهٔ آخوریان و اطراف این منطقه یافت می‌شد. وجود آب‌های معدنی، که نقشی مؤثر در درمان بیماری‌ها ایفا می‌کردند، باعث ایجاد مهمان خانه‌ها و استراحت گاه‌های فراوانی در آنی شد که پذیرای مسافران و سیاحان فراوانی بود.

## آنی، پایتخت دولت باگراتونی

پادشاهی باگراتونی

آنی در اندک زمانی آنقدر توسعه یافت که به مهم‌ترین شهر دولت باگراتونی تبدیل شد و در۹۶۱م آشوت سوم، پادشاه باگراتونی، پس از پایان مراسم تاج گذاری در آنی این شهر را پایتخت خویش اعلام کرد.
آنی در زمان سلطنت اولین پادشاهان باگراتونی به شهری پر رونق و توسعه یافته تبدیل شد تا جایی که حاکمان باگراتونی از این شهر و استحکامات آن برای نگهداری خزانهٔ سلطنتی استفاده می‌کردند. در اوایل سده دهم میلادی، آنی تبدیل به شهری تجاری شده بود. آشوت سوم اولین پادشاه باگراتونی بود که تغییراتی اساسی در شهر آنی به وجود آورد. او در داخل شهر اقدام به ساخت استحکامات و قلعه‌های نظامی‌کرد و قصد داشت این استحکامات را به منزلهٔ سد دفاعی کاخ‌ها و اقامتگاه‌های سلطنتی به کار برد اما با درگذشت وی ساخت بناهای سلطنتی نیز نیمه تمام ماند. پس از آشوت، سمبات دوم، جانشین او، کار ساخت و ساز شهر را ادامه داد اما او پیش از ساخت اقامتگاه‌های عظیم سلطنتی اقدام به ایجاد دیوارهایی در اطراف شهر به طول ۲/۵ کیلومتر کرد تا شهر را در برابر حملات احتمالی حفاظت کند.
سمبات دوم تمام تلاش خود را به منظور همراه ساختن حاکمان محلی به کار بست و در این راه تاحدودی موفق بود. جانشین او، گاگیک یکم، نیز به قصد ادامهٔ همین سیاست آنی را از سوی شرق توسعه داد. او در صدد بود تا مرزهای آنی را به ایالت سیونیک متصل سازد.
به این ترتیب، محدودهٔ مرزهای آنی تا اواخر قرن یازدهم میلادی از جهت‌های مختلف گسترش یافت. در اواخر سده مذکور آنی به شهری بزرگ و قدرتمند تبدیل شده بود که از اهمیت تجاری خاصی نیز برخوردار بود. از اواخر سده دهم میلادی و با انتقال مرکزیت کلیسای سنتی ارمنستان به این شهر اهمیت دینی نیز پیدا کرد. کلیساهای متعددی در آن ساخته شد به گونه‌ای که در بسیاری از نقاط این شهر کلیساهایی با معماری خاص و متفاوت بنا گردید. تعداد این کلیساها به قدری زیاد بود که آنی را به شهر هزار و یک کلیسا تبدیل کرد. البته، ذکر این تعداد کلیسا در آنی از صحت چندانی برخوردار نیست اما بر اساس اسناد باستان‌شناسی بیش از هشتصد کلیسا در آنی وجود داشته که شمار بسیاری از آن‌ها در دورهٔ باگراتونی ساخته شده‌است. در فاصلهٔ قرن دهم تا یازدهم میلادی در کنار کلیساها و قلعه‌ها خانه‌های مسکونی فراوان، بازارهایی با مغازه‌های متعدد، مسافرخانه‌ها و حمام‌هایی مجهز به وسایل گرمایشی خاص نیز در آنی ساخته شد.
کوچه‌های آنی هر کدام معماری متفاوتی داشتند و هریک بر اساس موقعیت خاص خود و به منظور سهولت رفت‌وآمد ساکنان طراحی شده بودند. این کوچه‌ها که آن‌ها را نام‌گذاری کرده بودند، بعضاً به میدانی زیبا منتهی می‌شدند که معمولاً مزین به چشمه‌ای جوشان از آب‌های زیرزمینی بود. شهر آنی قبرستانهای متعددی داشت. اکتشافات باستان‌شناسی نشان داد که در استحکامات مرکزی شهر قبرستانی متعلق به خاندان سلطنتی وجود داشته و در اثر کاوش‌های باستان‌شناسی قبرهای متعلق به تعدادی از شاهان و ملکه‌های باگراتونی در این ناحیه پیدا شد. در آنی چندین مسافر خانهٔ مجلل نیز وجود داشته که تنها به حکاکی‌ها و آثار تاریخی مکتوب از آن دوران محدود می‌شود اما در کاوش‌های باستان‌شناسی هیچ‌گاه اثری از بنای این مهمان خانه‌ها یافت نشده‌است. همچنین آنی دارای آب‌انبارهایی بوده که برخی از آن‌ها در حدود ۲۵ متر عمق داشتند.

## آنی تحت سلطهٔ بیزانس
پس از مرگ گاگیک پادشاهی باگراتونی دچار تحولاتی ناخوشایند شد. از سویی اختلافات داخلی بین دو فرزند گاگیک سرزمین آنان را به دو بخش تقسیم کرد که طی این تقسیمات آنی و سرزمین‌های اطراف آن ازآن برادر بزرگ‌تر؛ یعنی، هوهانس-سمبات سوم (۱۰۲۰ ۱۰۴۱م) شد. از سوی دیگر دولت قدرتمند امپراتوری روم شرقی، که قصد گسترش متصرفات خود را داشت، اکنون دیگر به پشت دروازه‌های ارمنستان رسیده بود و تهدیدی جدی برای این سرزمین به‌شمار می‌رفت.
چندی بعد برادر کوچک‌تر سمبات، آشوت چهارم(۱۰۲۰–۱۰۴۰م)، درگذشت و سرزمین‌های تحت سلطهٔ او را یکی از حاکمان محلی به تصرف درآورد. یک سال بعد نیز سمبات از دنیا رفت و با مرگ او قلمرو پادشاهی باگراتونی و پایتخت آن، آنی، وارد مرحله‌ای سخت و دشوار شد. سمبات جانشینی نداشت و همین امر سبب شد تا تعدادی از درباریان مدعی مقام سلطنت شوند.
دو نبرد بزرگ بین سپاهیان بیزانس و ارمنستان صورت گرفت که در نبرد آخر واهرام پاهلاوونی، سردار بزرگ سپاه ارمنی، به همراه نیروی نظامی خود ارتش بیزانس را از سوی استحکامات غربی آنی مورد هجوم قرار داد و موفق به شکست سپاهیان بیزانس شد و به این ترتیب، آنان را وادار به عقب‌نشینی کرد. کنستانتین نهم، که پیشروی سلجوقیان را به سوی غرب تهدیدی جدی برای دولت بیزانس می‌دانست از گاگیک خواست تا پیمان سمبات، مبنی بر واگذاری آنی به بیزانس، را عملی سازد. گاگیک این درخواست را نپذیرفت و نبردها بین ارمنستان باگراتونی و بیزانس از سر گرفته شد. نیروهای بیزانس موفق به تصرف شهرهای ارمنستان یکی پس از دیگری می‌شدند که نتیجه‌ای جز کشتار و ویرانی به همراه نداشت تا اینکه در ۱۰۴۴ میلادی نیروهای بیزانس به پشت دروازه‌های آنی رسیدند. گاگیک جوان، که بسیاری از نیروهای خود را از دست داده و از سوی شرق نیز مورد تهدید سلجوقیان قرار گرفته بود، به کنستانتین پیشنهاد صلح داد و از وی خواست تا در قبال واگذاری آنی به او حاکم این شهر باقی بماند. کنستانتین در ابتدا این پیشنهاد را پذیرفت اما به محض خروج گاگیک از آنی با دادن وعدهٔ حکومت در داخل قلمرو بیزانس از بازگشت او به شهر ممانعت کرد و به این ترتیب، آنی بدون جنگ ازآن ارتش بیزانس شد و حکومت باگراتونی پس از ۱۶۰ سال استقلال و اقتدار به پایان رسید.

## آنی تحت سلطهٔ سلجوقیان

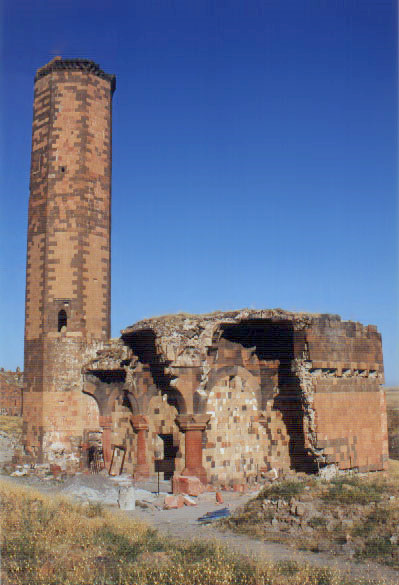
مسجد منوچهر

نیروهای نظامی سلجوقیان طی ۱۰۴۸–۱۰۴۹ میلادی موفق به تصرف ده ناحیهٔ اصلی ایالت واسپوراکان ارمنستان شدند و نیروی نظامی عظیم بیزانس نیز در برابر آن‌ها شکست خورد و عقب‌نشینی کرد. در اواخر ۱۰۵۴ میلادی، سلجوقیان به رهبری طغرل حملات خود را در خاک ارمنستان ادامه دادند و سرانجام، به نزدیکی دیوارهای آنی رسیدند. طغرل، با مقاومت شدید ساکنان آنی مواجه شد و هیچ‌گاه موفق به تسخیر این شهر نشد و چون مقاصد دیگری را در سرزمین‌های اطراف دنبال می‌کرد، تصمیم گرفت تصرف آنی را به زمانی دیگر موکول سازد اما نتوانست به این مقصود خود دست یابد.
پس از مرگ طغرل، سلجوقیان حدود ده سال به آنی نزدیک نشدند اما از اوایل ۱۰۶۴ میلادی، با هجوم آلب ارسلان نبردها از سر گرفته شد. آلب ارسلان و سپاهیانش پس از تصرف بسیاری از شهرهای ارمنستان و گرجستان سرانجام به پشت دروازه‌های آنی رسیدند. او به همراه پسرش، جلال الدین ملکشاه و تعدادی از دیگر سردارانش روزها وقت صرف مطالعهٔ استحکامات و قلعه‌های نظامی آنی کردند و سرانجام به این نتیجه رسیدند که بهترین نقطه برای حمله به شهر استحکامات واقع در شمال شرقی آنی است که البته در این ناحیه خندقی عظیم نیز قرار داشت. سلجوقیان برای عبور از این خندق و استحکامات نیاز به نیروی نظامی فراوان در دسته‌ها و گروه‌های متعدد داشتند. به همین منظور و به دستور آلب ارسلان سپاهیان وی نیزههای بلند را به یکدیگر متصل کردند و بر روی خندق پلی ساختند. به این ترتیب، او موفق شد بخش اعظمی از نیروی سوارهٔ خود را از خندق عبور دهد اما پس از عبور از خندق با خیل تیرهایی مواجه شد که سربازانش را نشانه گرفته بودند و متحمل تلفاتی فراوان شد. سرانجام با دادن وعده‌هایی به فرماندهٔ بیزانسی استحکامات شهر توسط او قلعه از نظامیان و محافظان خالی شد و نیروهای نظامی سلجوقی وارد شهر شدند.
در تمام سال‌هایی که سلجوقیان بر آنی حکومت می‌کردند هیچ اقدام جدی برای آبادانی شهر صورت نگرفت. تنها یکی از امرای سلجوقی، به نام منوچهر، که از سوی سلطان ملکشاه سلجوقی به حکومت آنی رسیده بود، دست به فعالیت‌هایی در جهت آبادانی و بهبود وضع زندگی ساکنان آنی زد. از جمله اقدامات او بنای مسجدی موسوم به مسجد منوچهر بود. معماری مسجد منوچهر طی دو دورهٔ مختلف و با دو روش کاملاً متفاوت صورت پذیرفته‌است. پایه‌های اصلی این مسجد در دوران پادشاهی باگراتونی بنا نهاده شد که شامل ساختمانی دو طبقه بود. بعدها، در دوران امارت منوچهر، این بنا تبدیل به مسجد شد و یک طبقهٔ دیگر نیز به آن اضافه گردید. سقف آن را بازسازی کردند و مناره‌ای نیز برای آن در نظر گرفتند که دارای ۸۵ پله بود. این مسجد یکی از بناهای بی نظیر موجود در آنی است.
آنی در دوران حاکمیت منوچهر وضعیتی مطلوب داشت اما پس از مرگ او زمام آن به دست امرایی افتاد که بسیار ناتوان و ضعیف عمل می‌کردند و همین امر سبب شد که مورد تهاجم امرای محلی دیگر قرار گیرد. عدم وجود نیروی نظامی منسجم بارها سبب ویرانی‌های مکرر این شهر به دست امیرنشینهای دیگر شد.

## آنی، تحت سلطهٔ مغولان

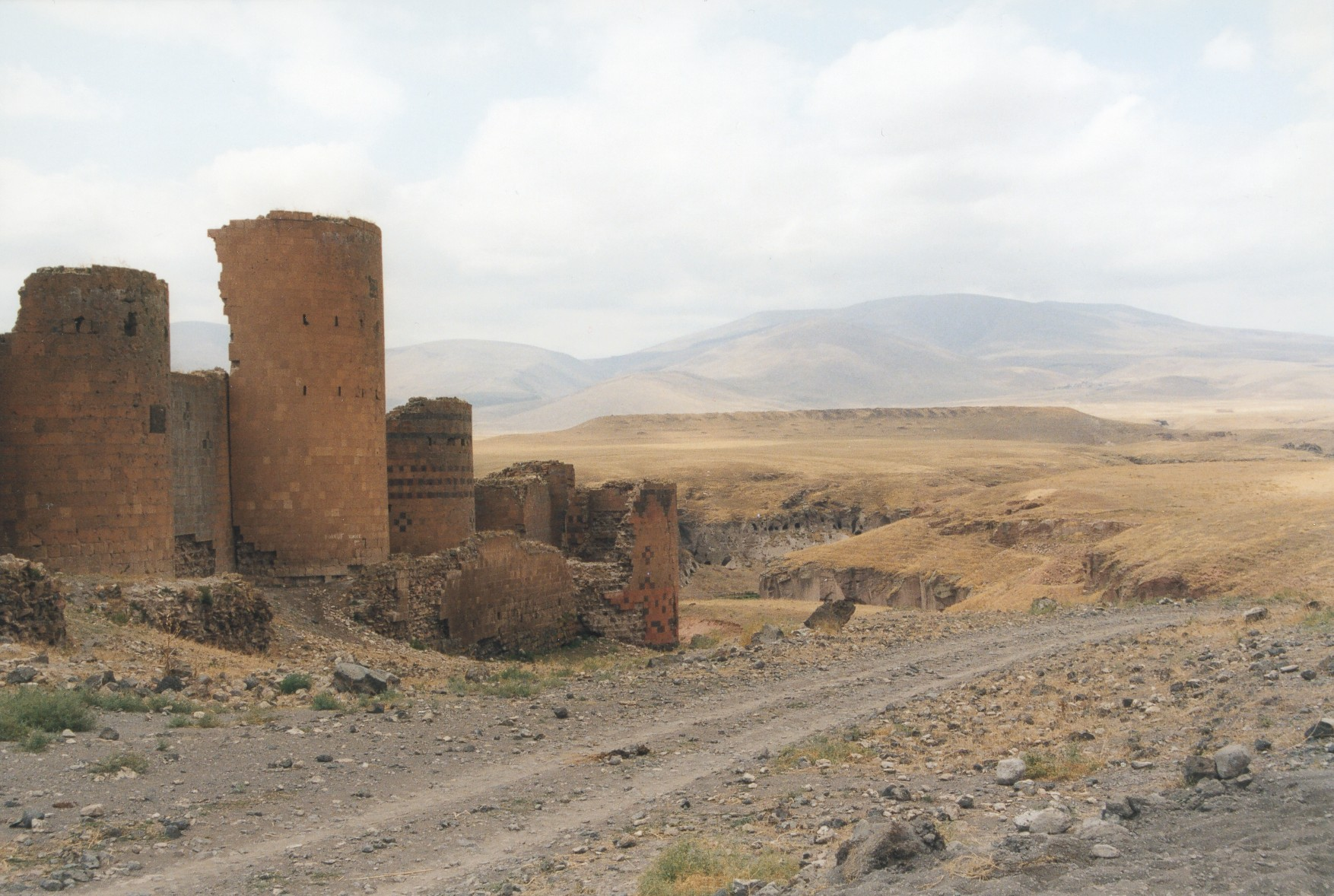
استحکامات شهر آنی

در اولین نبرد بین سپاهیان گرجستان، که بخش اعظم نیروهای آن را ارمنیان تشکیل می‌دادند و لشکریان مغول سپاهیان گرجی و ارمنی به شدت شکست خوردند و مجبور به عقب‌نشینی شدند. یک سال بعد، مغولان از مرزهای گرجستان عبور کردند و در نبردی سنگین، موفق به شکست دو لشکر ارمنی و گرجی شدند و به این ترتیب، بخش اعظمی از نواحی جنوب شرقی گرجستان و شمال ارمنستان را به تصرف درآوردند. پس از مرگ چنگیز خان جانشینان او به فتوحات خود در ارمنستان ادامه دادند. در این دوران بخش اعظمی از ساکنان شهرهای مختلف ارمنستان، که خبر تهاجم مغولان را شنیده بودند، برای حفاظت از جان خود به دیگر شهرهای بزرگ ارمنستان، که در احاطهٔ حصارها و قلعه‌های نظامی قوی بود، مهاجرت کردند. به این ترتیب، در این مقطع تاریخی، آنی میزبان ده‌ها هزار مهاجر شد که از شهرهای مختلف ارمنستان و از ترس حملهٔ مغولان به آنجا پناه آورده بودند. استقامت آنی در برابر مغولان موقتی بود زیرا دیری نپایید که با خیانت برخی از ساکنان شهر دروازه‌های آنی در برابر سپاهیان مغول گشوده شد و شهر در اندک زمانی به غارت مهاجمان رفت. از آنجایی که مغول‌ها تجربهٔ کافی در کشورداری نداشتند با ایجاد حکومتی به نام خود ادارهٔ برخی از سرزمین‌های تحت سلطه را به حاکمان قبلی واگذار کردند تا به همان شیوه و روش‌های سابق عمل کنند و هرچه زودتر نظم را به سرزمین‌های تصرف شده بازگردانند.
به این ترتیب، ادارهٔ آنی همچنان در دست خاندان زاکاریان باقی‌ماند، تا اواخر ۱۳۲۰ میلادی، که آنی تقریباً به پایان حیات خویش نزدیک شده بود، پادشاهی از این خاندان حکومت شهر را در دست داشت. آنی پس از تهاجم نهایی مغولان در ۱۲۳۶ میلادی دچار ویرانی بسیار شد و تقریباً، اکثر بناهای مهم آن آسیب جدی دید. این ویرانی‌ها در طول مدت حکومت مغولان هیچ‌گاه ترمیم نشد زیرا آنان اکثر منابع مادی شهر را به نفع خود مصادره می‌کردند تا آن را در نواحی مختلف سرزمین‌های تحت سلطهٔ خویش به کار گیرند. در پی این دگرگونی‌ها، جمعیت زیادی از هنرمندان و صنعتگران، آنی را به قصد گرجستان و سایر شهرهای ارمنستان ترک کردند. این امر سبب شد اکثر کارگاه‌های هنری و صنعتی شهر فعالیت خود را متوقف سازند و مابقی کارگاه‌ها نیز، که تعداد آن‌ها بسیار اندک بود، فقط به تولید مایحتاج شهروندان بسنده کنند. به این ترتیب، آنی به سوی فقر و نابودی حرکت نمود. البته وجود مالیات‌های سنگینی که مغولان برای شهروندان تعیین کرده بودند باعث تسریع این نابودی شد.

## پایان آنی
نابودی آنی از اواخر سده سیزدهم میلادی آغاز شده‌است. در این تاریخ، تاحدودی اکثر شهرها و روستاهای اطراف آنی نیز در اثر حکومت نادرست مغولان در حال نابودی بوده. آنان با غارت منابع مادی شهرهای مهم ارمنستان سبب نابودی فرهنگی و حیات معنوی این شهرها شدند. در پی این اتفاقات، اکثر شهروندان آنی به اجبار شهر را ترک گفتند و به تدریج به سوی غرب، اروپای شرقی، مجارستان و لهستان مهاجرت کردند. پس از مدتی، بخش دیگری از آن‌ها نیز به روسیه و مناطق مجاور رودخانه ولگا رفتند و در آنجا ساکن شدند.
سنگ نوشته‌ها و حکاکی‌های موجود نشان می‌دهد که آنی تا اواخر سده چهاردهم میلادی همچنان پابرجا بوده‌است و بر اساس برخی منابع تاریخی در آنی تا اوایل قرن پانزدهم میلادی هنوز مردمانی ساکن بوده‌اند. از این تاریخ به بعد، منابع تاریخی در این خصوص بسیار اندک است و به همین دلیل نمی‌توان به درستی بیان کرد که بر آنی چه گذشته و چگونه آنی به بیابانی از ویرانه‌های فراوان تبدیل شده. مورخان دو نظریهٔ متفاوت در مورد آنی ارائه داده‌اند. عده‌ای معتقدند که در طی حملات تیمور لنگ، بین ۱۳۸۶–۱۳۸۷ میلادی، آنی دچار صدمات جبران ناپذیر فراوان شد و از همین زمان به بعد به پایان باشکوه خویش رسید. عده‌ای دیگر بر این باورند که آنی در اثر زلزله، در اوایل سده پانزدهم میلادی، از بین رفت و مردمانی که از این حادثه جان سالم به در برده بودند برای همیشه این شهر را ترک کردند.
مورخان اعتقاد کامل دارند که آنی همچون روستایی کوچک تا اوایل سده شانزدهم میلادی و تا قبل از حملات تُرکان عثمانی، همچنان پابرجا بوده‌است و جمعیتی از ارمنیان، که به کشاورزی و دامپروری اشتغال داشته‌اند، در آن ساکن بوده‌اند. از این تاریخ به بعد، آنی به‌طور کامل خالی از سکنه شد.
در ۱۸۴۰ میلادی، زلزله‌ای دیگر در آنی روی داد که بر ویرانی‌های قبلی آن افزود.
در ۱۸۷۸ میلادی و پس از اتمام جنگ روسیه تزاری و امپراتوری عثمانی، بر اساس توافق‌نامه‌ای (عهدنامه قارص) بین این دو کشور، آنی به منزلهٔ بخشی از ناحیهٔ قارص به روسیهٔ تزاری واگذار شد. با شروع جنگ جهانی اول، آنی نیز به مانند دیگر بخش‌های ارمنستان غربی به میدان نبرد تبدیل شد. در پاییز ۱۹۲۰ میلادی، سپاهیان تُرک، آنی را به تصرف خود درآوردند و بر اساس عهدنامه‌ای که در ۱۶ مارس ۱۹۲۱ میلادی بین روسیه و تُرک‌ها امضاء شد آنی تحت حکومت تُرک‌ها قرار گرفت.

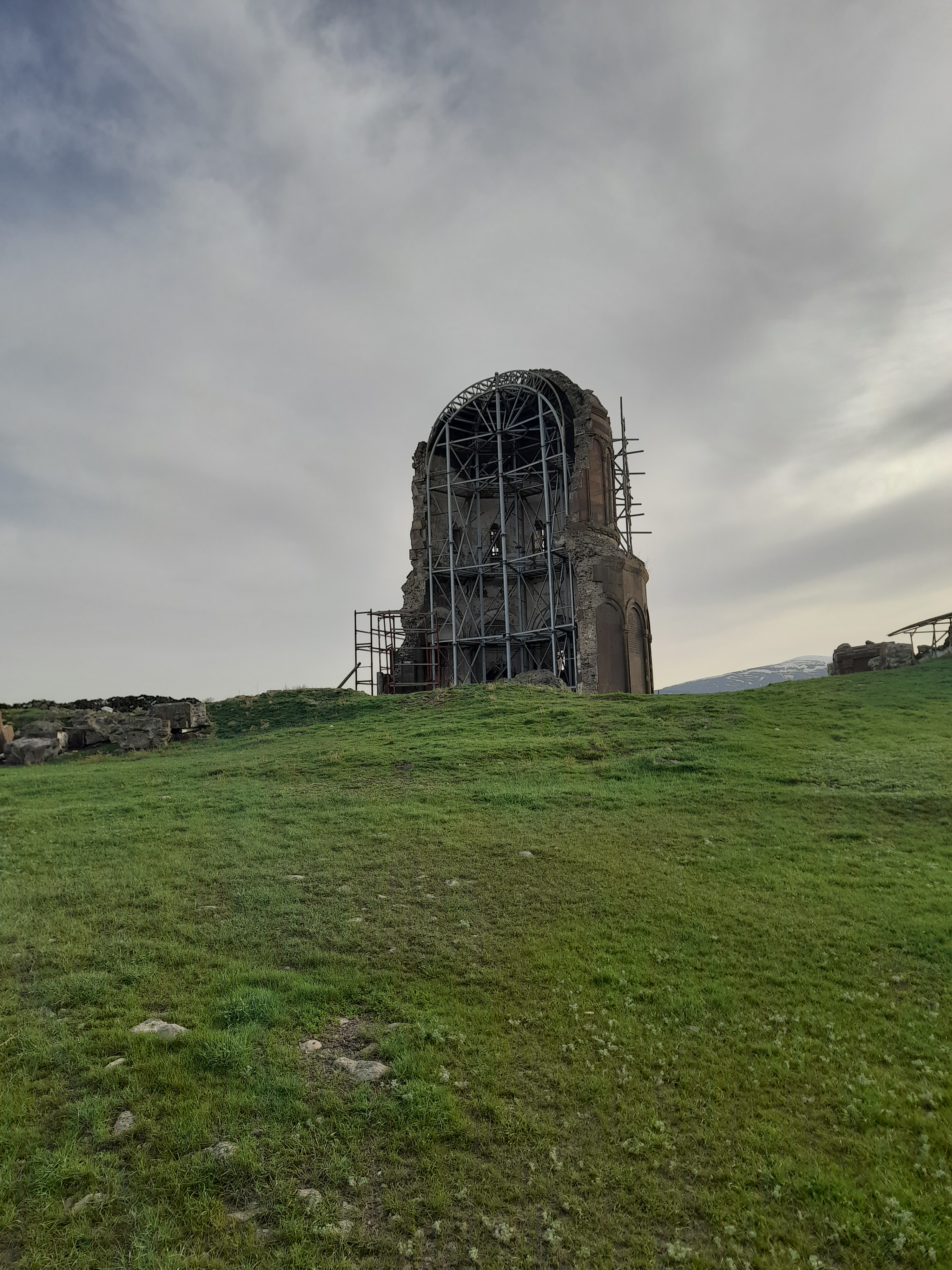
کلیسایی باستانی در شهر آنی که بنابر افسانه‌ها، توسط رعد وبرق مورد اصابت قرار گرفته و نیمی از آن از بین رفته است؛ بطوریکه امروزه بصورت یک کلیسای نصفه وجود دارد.

## نابودسازی فرهنگی
همزمان با نسل‌کشی ارامنه نه تنها اموال قربانیان به تاراج رفت، بلکه کلیهٔ کلیساها و دیرها، که غیر از بناهای مذهبی، مراکز علمی و فرهنگی ارمنیان به‌شمار می‌آمدند و در آن‌ها آثار فرهنگی ارزشمندی وجود داشت، غارت شدند و بیش از بیست هزار نسخه کتاب‌های دست‌نویس که قدمتی چندصد ساله و گاهی بیش از هزار سال داشتند نیز از میان رفتند. بعد از وقایع آن سال‌ها بناهای تاریخی، همچون خانه‌های متروکهٔ ارمنیان برای یافتن گنج‌های پنهان کندوکاو شدند، زیرا روستاییان تُرک و کُرد منطقه این باور را داشتند که ارمنیان با هدف بازگشت به خانهٔ خود کلیهٔ اموال قیمتی را در خانه‌هایشان پنهان کرده‌اند؛ لذا تخریب‌های انجام شده در این دورهٔ زمانی چندان گسترده و سازمان یافته نبود که باعث محو بناها شود. اولین ویرانگری‌های سازمان یافتهٔ ارتش ترکیه در پایان جنگ جهانی اول در شهر باستانی آنی، انجام شد.
|                                                                                      |  |  |
| کلیسای نجات دهنده مقدس (آنی) در سال ۱۰۳۵ میلادی و باقی‌مانده کلیسا در سال ۱۹۵۵ میلادی |  |  |

## نگارخانه

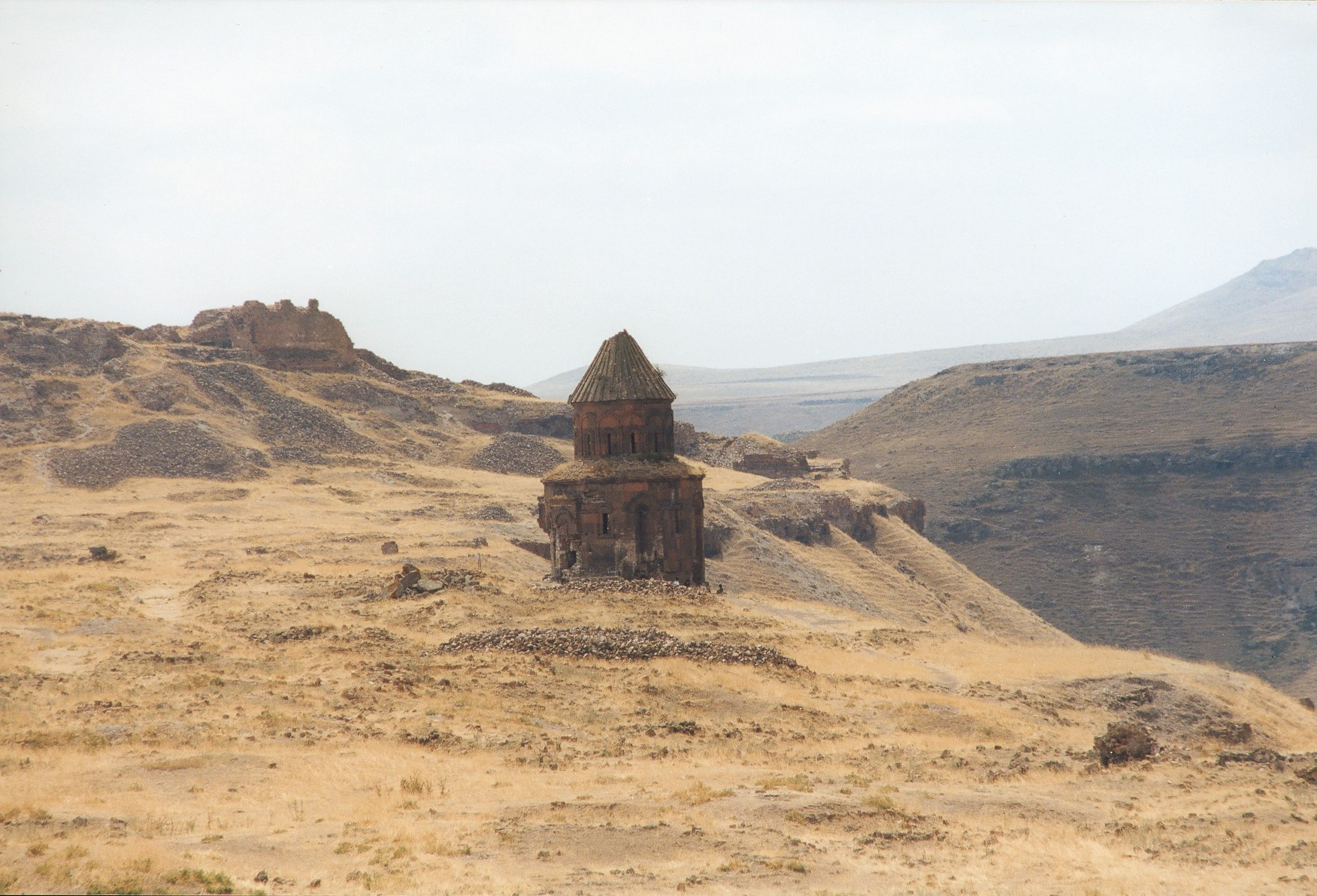
کلیسای سنت گریگوری
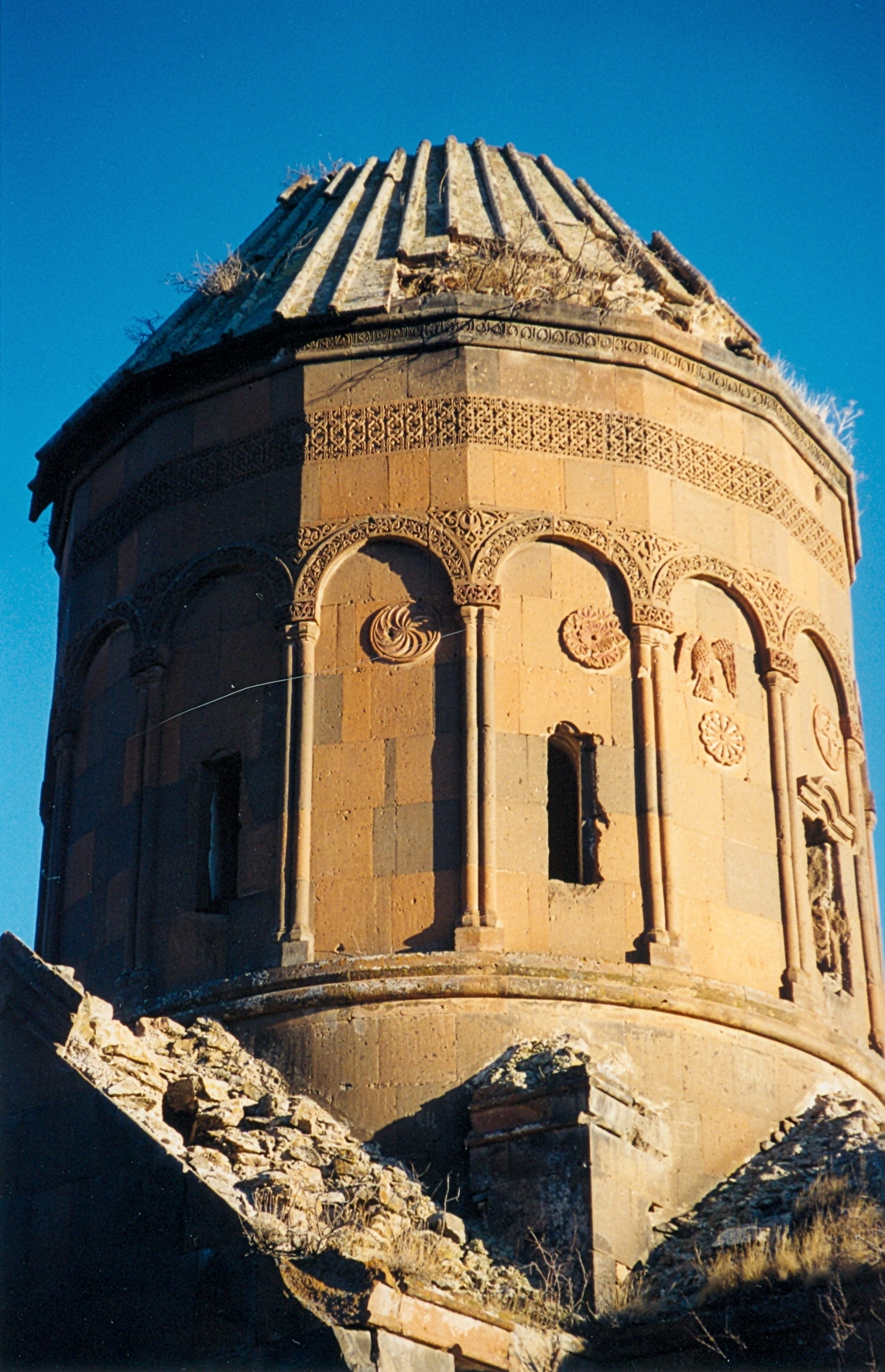
گنبد کلیسای سنت گریگوری
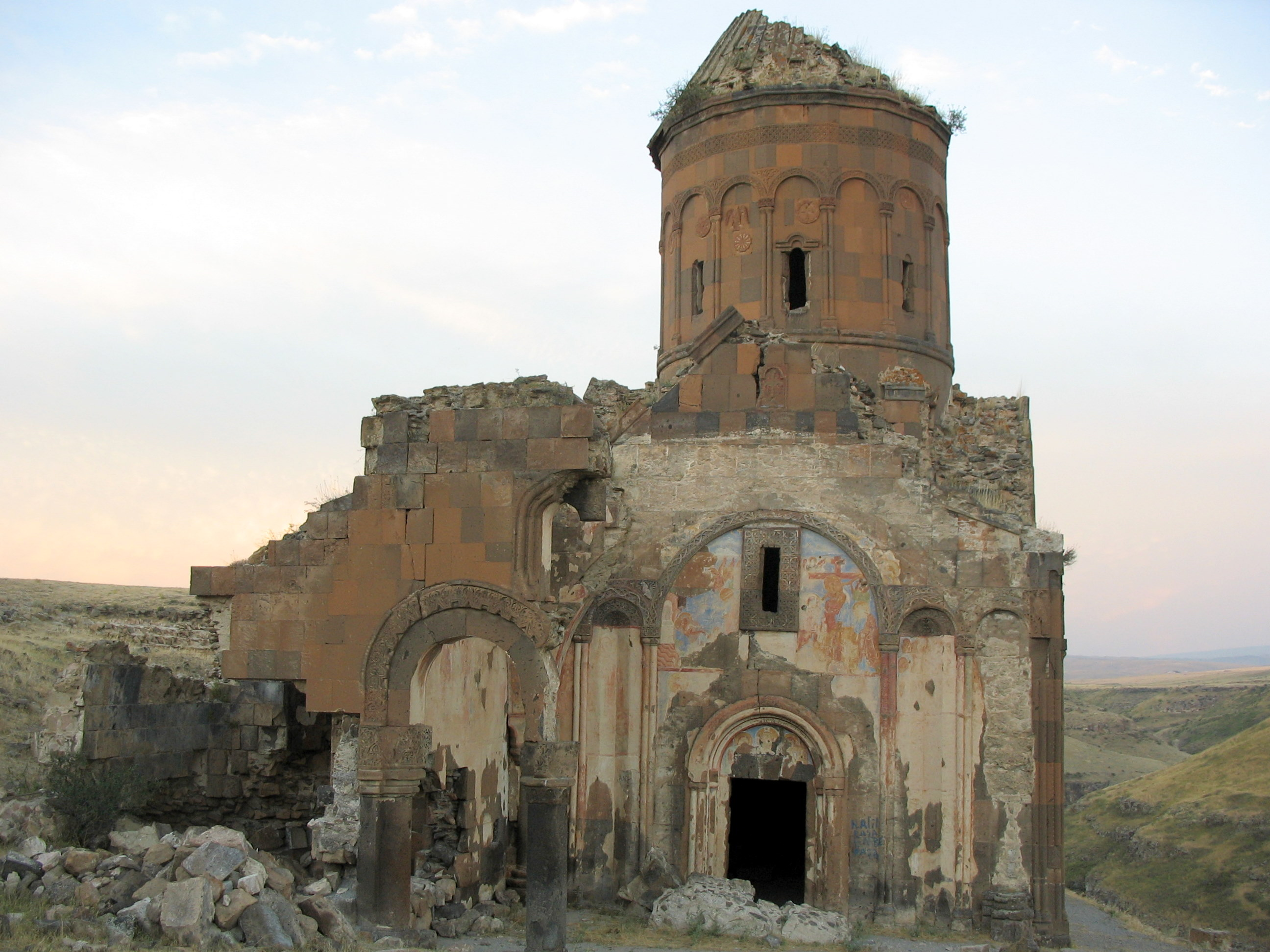
کلیسای سنت گریگوری از قسمت غربی
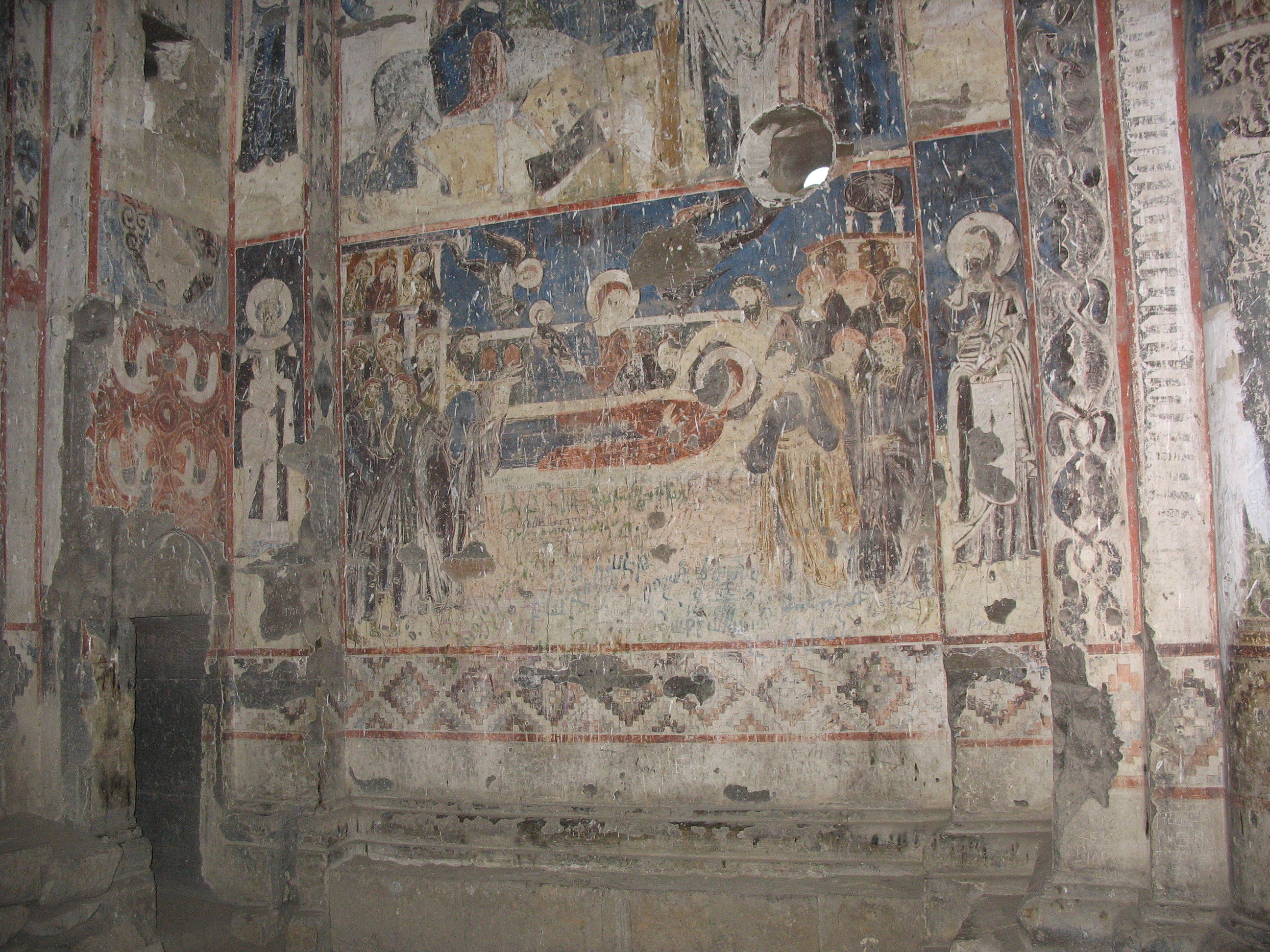
نقاشی‌های دیواری بر روی دیوار جنوبی کلیسا
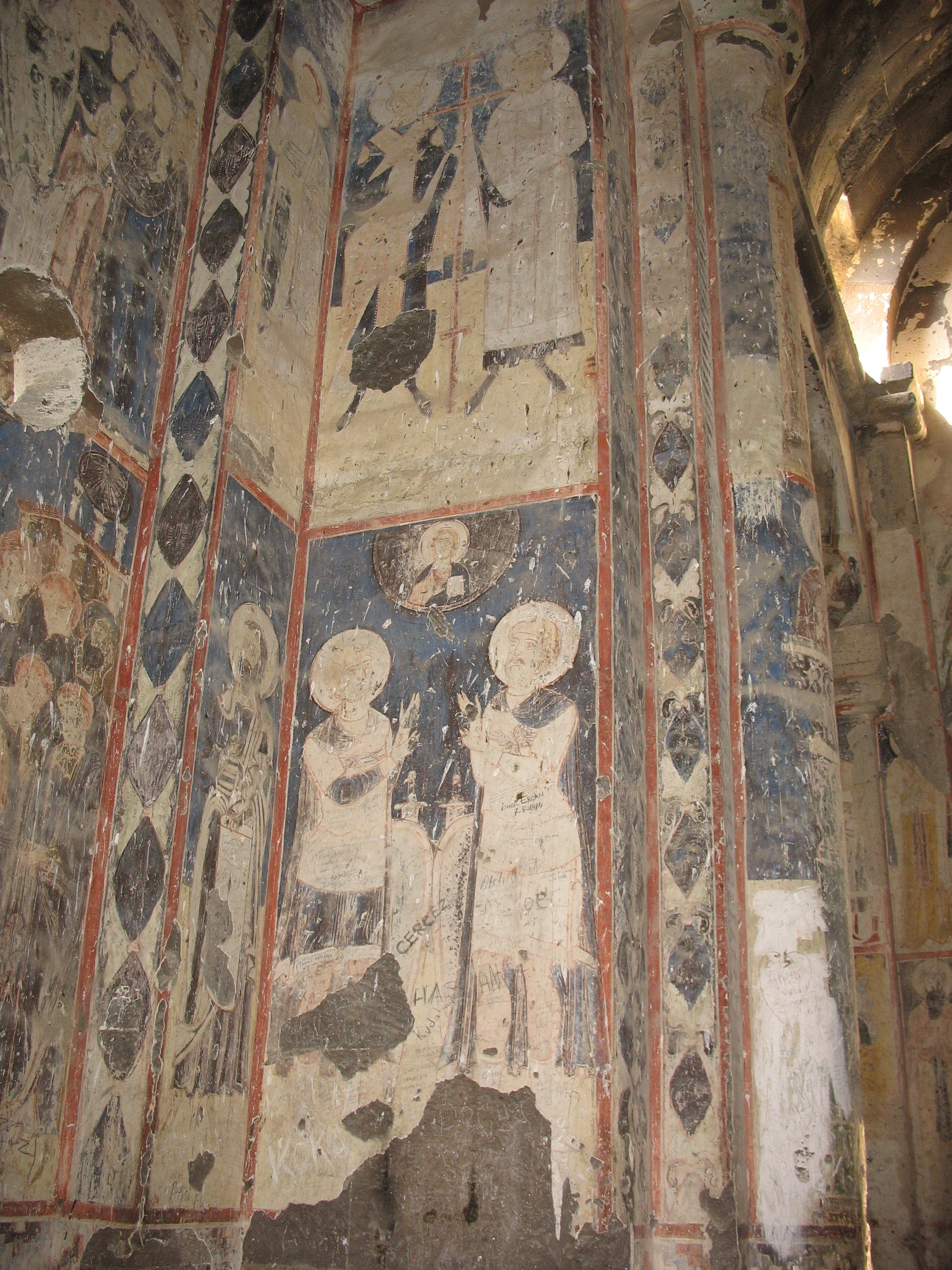
نقاشی‌های دیواری
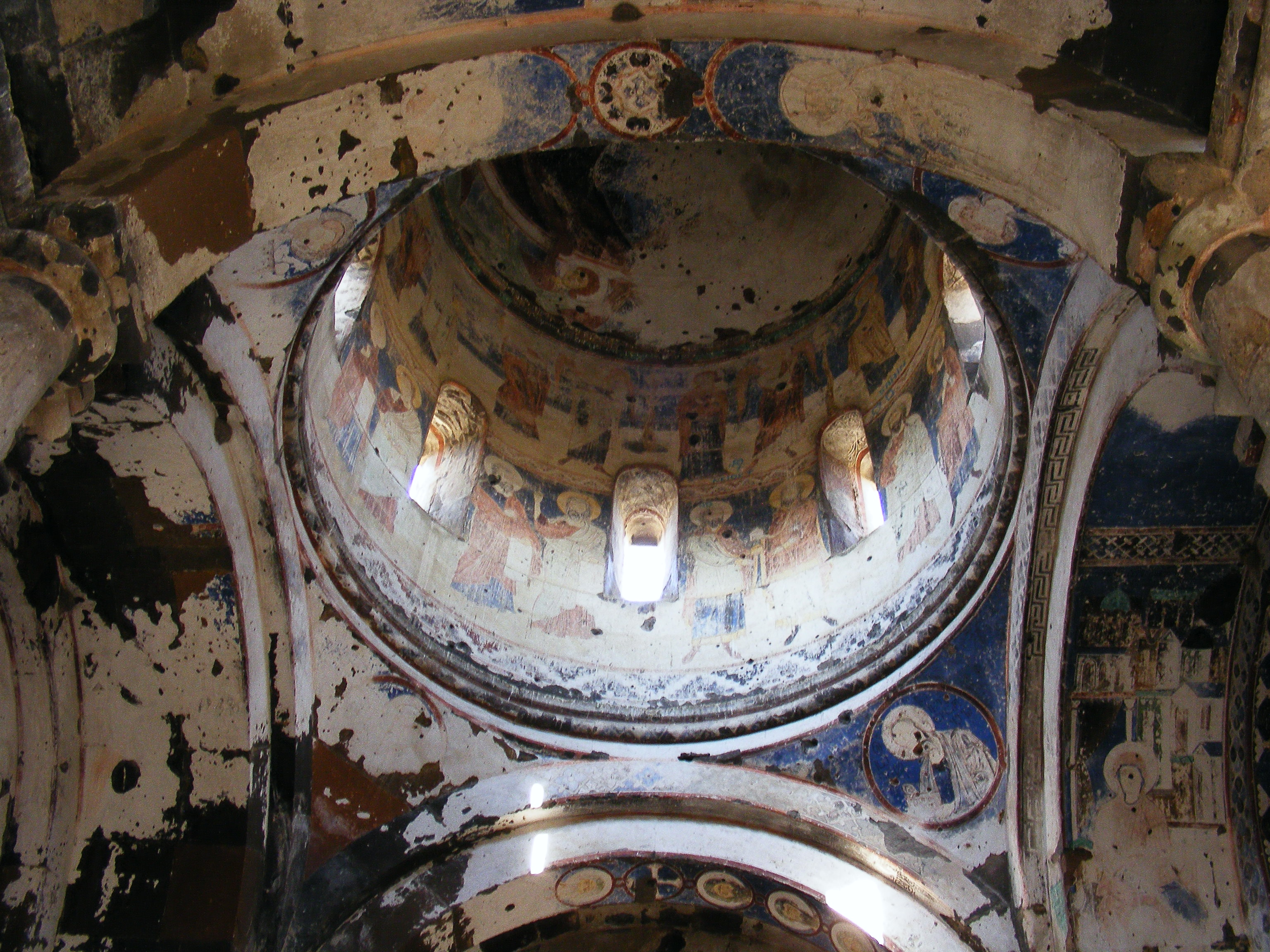
نقاشی‌های دیواری
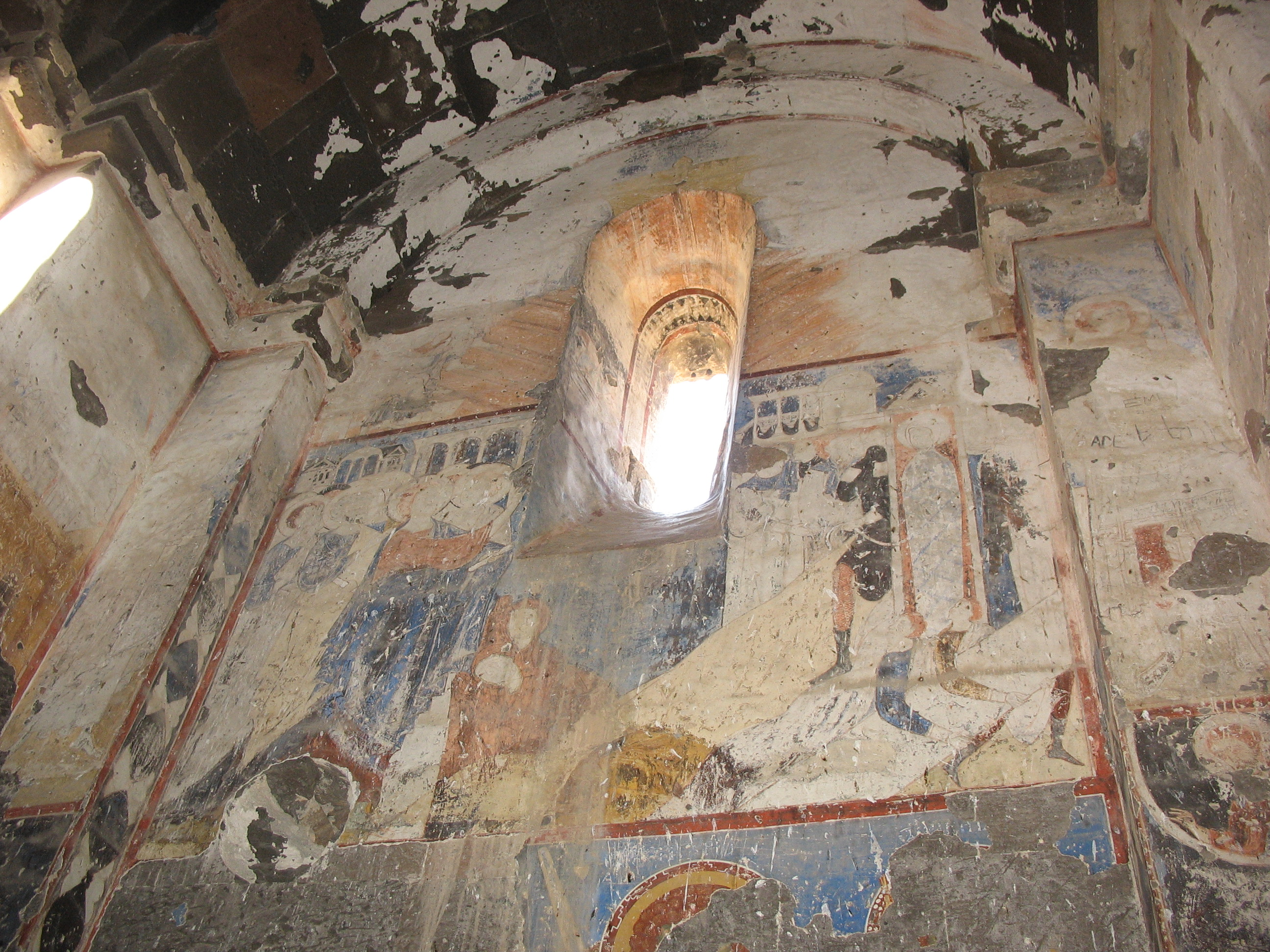
نقاشی‌های دیواری بر روی دیوار شمالی کلیسا
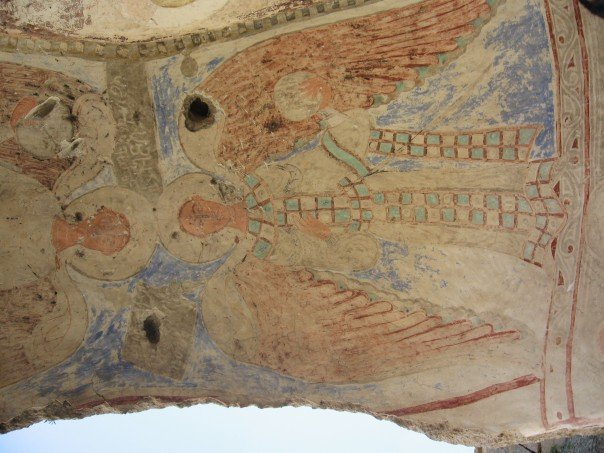
نقاشی بر روی سقف یک کلیسا